# 于田駅
于田駅（うでんえき）は、中華人民共和国新疆ウイグル自治区ホータン地区ケリヤ県にある和若線（ホータン市～チャルクリク県）の鉄道駅。 

## 沿革
2022年6月16日に開業。